# Municipio de Ray (Míchigan)
El municipio de Ray (en inglés: Ray Township) es un municipio ubicado en el condado de Macomb en el estado estadounidense de Míchigan. En el año 2010 tenía una población de 3739 habitantes y una densidad poblacional de 39,34 personas por km².

## Geografía
El municipio de Ray se encuentra ubicado en las coordenadas 42°45′44″N 82°55′14″O / 42.76222, -82.92056. Según la Oficina del Censo de los Estados Unidos, el municipio tiene una superficie total de 95.04 km², de la cual 94,74 km² corresponden a tierra firme y (0,31 %) 0,3 km² es agua.

## Demografía
Según el censo de 2010, había 3739 personas residiendo en el municipio de Ray. La densidad de población era de 39,34 hab./km². De los 3739 habitantes, el municipio de Ray estaba compuesto por el 97,57 % blancos, el 0,4 % eran afroamericanos, el 0,29 % eran amerindios, el 0,75 % eran asiáticos, el 0,48 % eran de otras razas y el 0,51 % eran de una mezcla de razas. Del total de la población el 1,68 % eran hispanos o latinos de cualquier raza.